# Didmarton
Didmarton – wieś w Anglii, w hrabstwie Gloucestershire, w dystrykcie Cotswold. Leży 32 km na południe od miasta Gloucester i 149 km na zachód od Londynu.